# Cynorta lateralis
Cynorta lateralis is een hooiwagen uit de familie Cosmetidae.